# Leonard Anthony Boyle
Leonard Anthony Boyle (* 30. November 1930 in Nightcaps; † 1. Juni 2016 in Dunedin) war ein neuseeländischer Geistlicher und Bischof von Dunedin.

## Leben
Leonard Boyle studierte Philosophie und Katholische Theologie an den Seminaren in Christchurch und Mosgiel. Am 29. Juni 1961 empfing er in Winston die Priesterweihe durch den Bischof von Dunedin, John Patrick Kavanagh. Er war Kurat in South Dunedin (1961–1964) und in der südlichsten Stadt des Landes, Georgetown, Invercargill (1964–1970) sowie Pfarrer in South Dunedin (1970–1972) und an der Marienbasilika in Invercargill (1972–1983).
Papst Johannes Paul II. ernannte ihn am 27. Januar 1983 zum Koadjutorbischof von Dunedin. Der Bischof von Dunedin, John Patrick Kavanagh, spendete ihm am 3. Mai desselben Jahres die Bischofsweihe; Mitkonsekratoren waren James Darcy Kardinal Freeman, Erzbischof von Sydney, und Thomas Stafford Williams, Erzbischof von Wellington.
Mit dem Tod John Patrick Kavanaghs am 10. Juli 1985 folgte er ihm als Bischof von Dunedin nach und wurde am 19. August 1985 in das Amt eingeführt. Boyle war von 1991 bis 1997 Präsident der neuseeländischen Bischofskonferenz.
Am 24. Mai 2004 nahm Johannes Paul II. seinen vorzeitigen Rücktritt an.